# クチュク・ムハンマド
クチュク・ムハンマド（1391年 - 1459年）は、15世紀半ばに活躍したジョチ・ウルス（大オルダ）のハン。ジョチ・ウルス再末期の君主であり、ジョチ・ウルスが分裂して成立した諸ハン国（大オルダ、アストラハン・ハン国、カザン・ハン国）の王統の始祖となったことで知られる。
名前は単に「ムハンマド・ハン」であるが、同時代に同名の君主が存在することから、「小（クチュク）ムハンマド」の呼称で一般的に知られる。これに対し、クチュク・ムハンマドと対立関係にあったもう一人のムハンマドは「大（ウルグ）ムハンマド」として知られている。

## 概要

### 出自
クチュク・ムハンマドはジョチの十三男トカ・テムルの末裔で、トカ・テムルの孫のノムカンを始祖とする「ノムカン家」の出身であった。ジョチ・ウルスを一時的に再統一したトクタミシュ・ハンがティムールに敗亡した後、マングト部のエディゲがノムカン家出身の王族（テムル・クトルク/ボラト/テムル）を傀儡ハンとして擁立し、トクタミシュ一族と主導権争いを繰り広げた。1419年にエディゲとトクタミシュの子のカーディル・ベルディが相打ちの形でともに没したことで両者に取って代わる形で台頭してきたのがウルグ・ムハンマドで、これに対抗してエディゲの子のマンスールが同名を結んだのが青帳ハン国のバラク・ハンであった。
バラク・ハンとマンスールの同盟はウルグ・ムハンマドを破って一時的にサライを占領することに成功したが、やがて両者は対立するようになり、マンスールはバラクによって処刑されてしまった。マンスールの処刑後、バラク・ハンを見限ったエディゲの一族が注目したのが、かつてエディゲが推戴したテムル・ハンの子のムハンマド（クチュク・ムハンマド）であった。マンスールの弟のカーディーとナウルーズはハジタルハン（後のアストラハン）に拠ってクチュク・ムハンマドを擁立し、こうしてジョチ・ウルス西部（白帳ハン国）ではサライ一帯を抑える大（ウルグ）ムハンマドとハジタルハンを抑える小（クチュク）ムハンマドが並び立つことになった。

### ハジタルハン時代
しかし、エディゲの遺児たちは擁立したばかりのクチュク・ムハンマドとが対立してしまい、その一人のナウルーズがウルグ・ムハンマドの下に投降したことで形成は一時ウルグ・ムハンマドの側に傾いた。ところが、ウルグ・ムハンマドは新参のナウルーズを厚遇したことで旧来の家臣であるコンギラト部族のハイダル・ベグやシリン部族のテクネの離反を招き、両者はウルグ・ムハンマドを見限ってクリミア地方に赴き、そこでトクタミシュ・ハンの孫のサイイド・アフマドを擁立した。こうして、ジョチ・ウルス西部にはクリミア一帯を抑えるサイイド・アフマド、サライ一帯を抑えるウルグ・ムハンマド、ハジタルハンを抑えるクチュク・ムハンマドの3大勢力が鼎立する状態となったが、これらは後のクリミア・ハン国、大オルダ、アストラハン・ハン国の前身となった。
1433年から1436年にかけて続いたサイイド・アフマド、ウルグ・ムハンマド、クチュク・ムハンマドの「3竦み」は、マングト部のナウルーズがウルグ・ムハンマドを見限って再びクチュク・ムハンマドの下についたことで瓦解した。ナウルーズの勢力を失ったウルグ・ムハンマドはサイイド・アフマドとクチュク・ムハンマドに相継いで敗れ、1437年にクチュク・ムハンマドは遂にサライの占領に成功した。

### サライ時代
サライから逐われたウルグ・ムハンマドは北方のカザンに移住し、近郊のモスクワ大公国との抗争に集中したため、ジョチ・ウルス西部ではクチュク・ムハンマドとサイイド・アフマドの2強時代が訪れた。更に、1440年には有力な配下であったナウルーズを処刑したが、これは父のテムル・ハンのように傀儡ハンには甘んじないというクチュク・ムハンマドの表明であった。また、同時代に東方で勢力を拡大しつつあったシバン家のアブル＝ハイル・ハンはクチュク・ムハンマドにも圧力をかけたものの、その主たる関心は南方の青帳ハン国とマー・ワラー・アンナフルにあり、クチュク・ムハンマドを脅かすには至らなかった。
クチュク・ムハンマドとサイイド・アフマドの攻防は一進一退のまま推移し、1430年代末〜1440年代初頭にはクチュク・ムハンマドがドン川流域を占領したものの、1449年にはサイイド・アフマドによって取り替えされてしまった。しかし、リトアニア大公位を巡る内紛に介入して敗れたサイイド・アフマドは没落し、1455年に亡くなった。サイイド・アフマドという強力なライバルが退場したものの、クリミア・ハン国の始祖となったハージー・ギレイの存在もあり、ジョチ・ウルスの再統一を果たせないままにクチュク・ムハンマドは1459年に亡くなった。

### 小ムハンマド裔諸政権
クチュク・ムハンマドの死後、その勢力はマフムード・ハン、アフマド・ハンという2人の息子に継承され、一般的に前者が「アストラハン・ハン国」の、後者が「大オルダ」の君主になったとされる。しかし、「アストラハン・ハン国」「大オルダ」という国名は後世のロシア人史家によって遡ってつけられた国家名に過ぎず、この「二つのハン国」は実はほとんどの期間同一の国家であったことが近年指摘されている。
実際に、ロシア語で編纂された系譜史料では「大オルダ王家」と「アストラハン王家」はどちらも「テミル・クトルイ・ツァーリ（Temir Kutlui Tsar'）」つまりクチュク・ムハンマドの祖父のテムル・クトルク・ハンを始祖とするほぼ同一の系譜を挙げている。また、アストラハン・ハン国は「ノムガン家のユルト（Namaganov iurt）」と自称した記録が残っているが、この「ノムガン」とはテムル・クトルクの更に曾祖父に当たる人物にほかならない。以上の記録を踏まえると、同時代的には「アストラハン・ハン国」「大オルダ」という国家意識は存在せず、ノムガン〜テムル・クトルクを族祖と自認するクチュク・ムハンマド一族がサライ〜アストラハンを支配していたとするのが実態にふさわしいと考えられ、赤坂恒明はこのような政権を「ノムカン裔諸政権」もしくは「小ムハンマド裔諸政権」と呼称している。

## トカ・テムル系ノムカン王家
- ジョチ(Jöči ＞朮赤/zhúchì,جوچى خان/jūchī khān)
  - トカ・テムル(Toqa temür ＞توقا تیمور/tūqā tīmūr)
    - キン・テムル(Kin temür ＞کين تيمور/kīn tīmūr)
      - アバイ(Abai ＞اباي/abāy)
        - ノムカン(Nomuqan ＞نومقان/nūmuqān)
          - クトルク・テムル(Qutluq temür ＞قتلق تيمور/qutluq tīmūr)
            - テムル・ベク・ハン(Temür beg qan ＞تيمور بيک خان/tīmūr bīk khān)
              - テムル・クトルク・ハン(Temür qutluq qan ＞تيمور قتلق خان/tīmūr qutluq khān)
                - ボラト・ハン(Bolad qan ＞بولاد/būlād)
                - テムル・ハン(Temür qan ＞تيمور خان/tīmūr khān)
                  - クチュク・ムハンマド(Küčük muḥammad qan ＞کوچوک محمد/kūchūk muḥammad)
                    - マフムード・ハン(Maḥmūd qan ＞محمود خان/maḥmūd khān)
                    - アフマド・ハン(Aḥmad qan ＞احمد خان/aḥmad khān)

            - クトル・ベク(Qutlu beg ＞قوتلو بيک/qūtlū bīk)
              - シャディ・ベク・ハン(Šadi beg qan ＞شادی بيک خان/shādī bīk khān)